# Wegeleben
Wegeleben ist eine Stadt der Verbandsgemeinde Vorharz im Landkreis Harz östlich von Halberstadt in Sachsen-Anhalt (Deutschland).

## Geografie
Durch Wegeleben fließt der Goldbach, der bei Wegeleben in die Bode mündet. Die Stadt ist Sitz der Verbandsgemeinde Vorharz. Der Kiessee liegt in der Nähe.

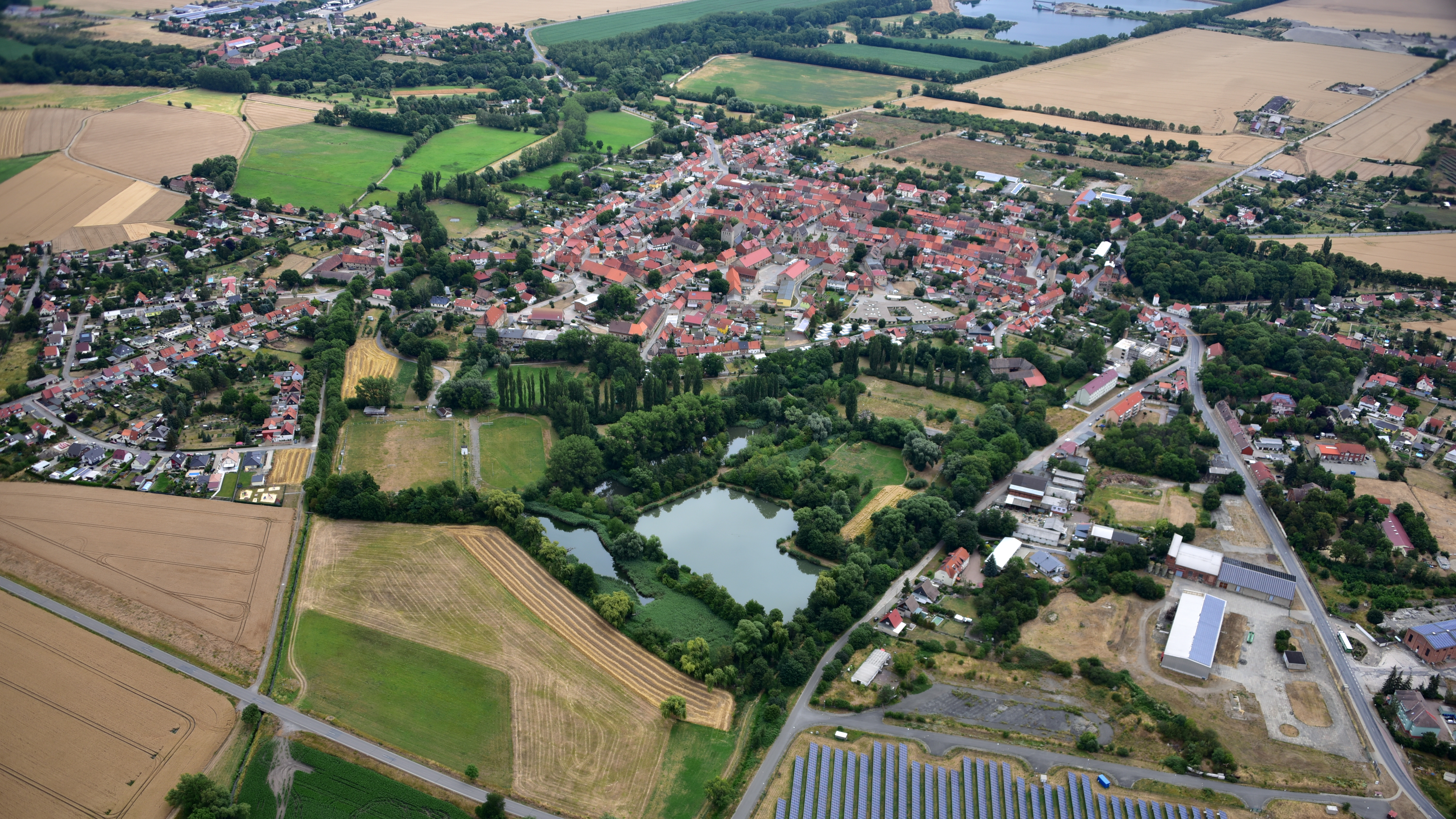
Wegeleben, Luftaufnahme (2019)

### Nachbargemeinden
Im Uhrzeigersinn, im Westen beginnend: Halberstadt (mit dem Ortsteil Emersleben), Schwanebeck (Ortsteil Nienhagen), Gröningen, Selke-Aue, Hedersleben, Ditfurt, Quedlinburg, Harsleben. Hohen Wedderstedt im Südosten ist heute wüst.
Die Verbindung zwischen Wegeleben und Schwanebeck ist ein nur wenige Meter breiter Schlauch. Dieser wurde über einen Gebietstausch geschaffen, da gemäß den Landesgesetzen Wegeleben und Schwanebeck nur als benachbarte Gemeinden die ehemalige Verwaltungsgemeinschaft Bode-Holtemme bilden konnten.

### Stadtgliederung
- Stadt Wegeleben (Am 1. November 1928 Vereinigung Gutsbezirk Wegeleben mit der Stadt Wegeleben)[4]
- Ortsteile:
  - Adersleben (Eingemeindung am 20. Juli 1950).[5] Am 17. Oktober 1928 war der Gutsbezirk Adersleben in eine Landgemeinde umgewandelt worden.[6]
  - Deesdorf (Eingemeindung am 1. Februar 1974)[7]
  - Rodersdorf (Eingemeindung am 1. Mai 2001)[8]

## Geschichte
Die Gebiete um Wegeleben waren bereits um 2000 v. Chr. besiedelt, was durch die Freilegung eines Gräberfeldes der Glockenbecherkultur vom Hirtenberg bei Deesdorf nachgewiesen werden konnte. Die Ortsendung -leben lässt darauf schließen, dass die Besiedelung dann vorrangig durch den Volksstamm der Warnen ab dem 4. Jahrhundert n.Chr erfolge. Um den Einfällen der Magyaren Einhalt zu gebieten, werden in der Region um Wegeleben um 930 mehrere Burgen errichtet, so auch in Wegeleben. Der Ort wird 1020 mit einer Schutzmauer umgeben und verfügt über drei Tore. Die Kirche in Wegeleben wird vermutlich im 11./12. Jahrhundert erbaut. Bis 1288 herrschten in Wegeleben die Askanier, die dann jedoch ihr Lehen in Form von Burg und Stadt an den Bischof von Halberstadt verpfändeten. Eine tatsächliche Urkunde der erstmaligen Vergabe der Stadtrechte gibt es für Wegeleben nicht, jedoch wird vermutet, dass diese im Zusammenhang mit dieser Verpfändung vergeben wurden. Das Dorf Kuhley, welches nordwestlich vor Wegeleben gelegen war, wird 1393 mit der Stadt vereinigt. Nach dem Westfälischen Frieden fällt die Stadt gemeinsam mit dem Bistum Halberstadt an das Kurfürstentum Brandenburg-Preußen, Kurfürst Friedrich Wilhelm bestätigt Wegeleben 1651 die Stadtrechte. Nach dem Preußisch-französischem Krieg und der Niederlage bei Jena und Auerstedt wird Wegeleben von französischen Soldaten geplündert und fällt an das neu gegründete Königreich Westphalen. Wegeleben liegt im Departement der Saale und ist Sitz des Kantons Wegeleben. Im Zuge der Reformen wird das Kloster in Adersleben 1809 aufgehoben. Nach dem Wiener Kongress fällt Wegeleben wieder an Preußen und ist nun Teil der neu gegründeten Provinz Sachsen. 1846 wird die erste Zuckerfabrik in Wegeleben auf der Domäne errichtet. Im Jahr 1862 erhält die Stadt Anschluss an das Bahnnetz und wird drei Jahre später zum wichtigen Knotenpunkt. Die Zuckerfabrik wird 1873 an der Harslebener Straße erbaut. Die Freiwillige Feuerwehr wird 1884 gegründet. Das neue kaiserliche Postamt wird 1900 errichtet, der Eulenturm erhält 1910 ein Dach. Nach dem 1. Weltkrieg ist Wegeleben in der Weimarer Republik Teil der Provinz Sachsen im Freistaat Preußen. Die Stadt ist Teil des Kreises Oschersleben. Während des Zweiten Weltkrieges kam es immer wieder zum Zuzug von evakuierten und ausgebombten Flüchtlingen, etwa aus Großstädten. Auch Kriegsgefangene befinden sich in der Stadt, daher sind 1945 über 6000 Einwohner in der Stadt gemeldet. Wegeleben wird am Abend des 11. April 1945 von amerikanischen Truppen befreit und kommt zur Sowjetischen Besatzungszone. 1952 wird die DDR in Bezirke eingeteilt, Wegeleben kommt zum Kreis Halberstadt im Bezirk Magdeburg. 1953 werden die LPGs in den Ortsteilen gegründet. Nach der Wiedervereinigung ist Wegeleben nun Teil des Landes Sachsen-Anhalt. Die Zeit der 90er Jahre bedeutete viele Veränderungen für Wegeleben. Die Oberschule und das Freibad wurden geschlossen, der Bahnhof verlor an Bedeutung.

## Gedenkstätten
- Sowjetischer Ehrenfriedhof mit den Grabstätten von 29 Kriegsgefangenen sowie Männern und Frauen, die während des Zweiten Weltkrieges nach Deutschland verschleppt und Opfer von Zwangsarbeit wurden
- Denkmal für die gefallenen Soldaten der deutschen Einigungskriege auf dem Marktplatz
- Denkmal für den Ersten und Zweiten Weltkrieg in der Quedlinburger Straße, südlich des Stadtparks

## Politik

### Stadtrat
Bei der Kommunalwahl am 26. Mai 2019 entfielen die 14 Sitze des Stadtrats auf folgende Parteien und Wählergruppen. Die Wahlbeteiligung lag im Jahr 2019 bei 55,3 %.
- CDU: 35,65 %, 5 Sitze
- FDP: 21,15 %, 3 Sitze
- Wählergemeinschaft Rodersdorf: 15,57 %, 2 Sitze
- Die Linke: 10,38 %, 2 Sitze
- Einzelbewerber: 17,25 %, 4 Sitze

### Bürgermeister
1990–1996 Werner Otto Willeke (CDU)

1996–2003 Thomas Kreutzer (CDU)

2003 – 08/2021 Hans-Jürgen Zimmer (CDU) (vorzeitiger Rücktritt aus gesundheitlichen Gründen)

seit 2021 René Kerl (CDU)

### Wappen
Das Wappen wurde am 5. Februar 1998 durch das Regierungspräsidium Magdeburg genehmigt.
Blasonierung: „In Blau eine silberne Burg, mit gezinnter Mauer zwischen zwei Zinnentürmen; aus den Mauerzinnen wachsend der heilige Petrus in goldenem Gewand mit silbernem Haar und Bart sowie goldenem Nimbus, in der rechten Hand einen mit dem Bart nach oben rechts gekehrten goldenen Schlüssel haltend. Die Türme mit je zwei schwarzen Fensteröffnungen nebeneinander und je einem gezinnten Türmchen mit golden beknauftem roten Spitzdach und je einer schwarzen Fensteröffnung. In der offenen Toröffnung ein hochgezogenes goldenes Fallgatter, darunter schwebend ein silberner Schild mit schwarzem Balken.“
Das Wappen von Wegeleben wurde bereits in einem Siegel aus dem Jahre 1354 verwendet. Es hat sich zwar in den darauffolgenden Jahren etwas verändert, aber sein ursprünglicher Inhalt blieb erhalten. Die Burg und das Wappen gehen auf die ca. im 11. Jh. erbaute Burg in Wegeleben und der Herrn von Wegeleben zurück. Der heilige Petrus ist der Schutzpatron der Kirche von Wegeleben.
Wappen der Ortsteile

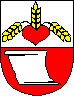
Deesdorf
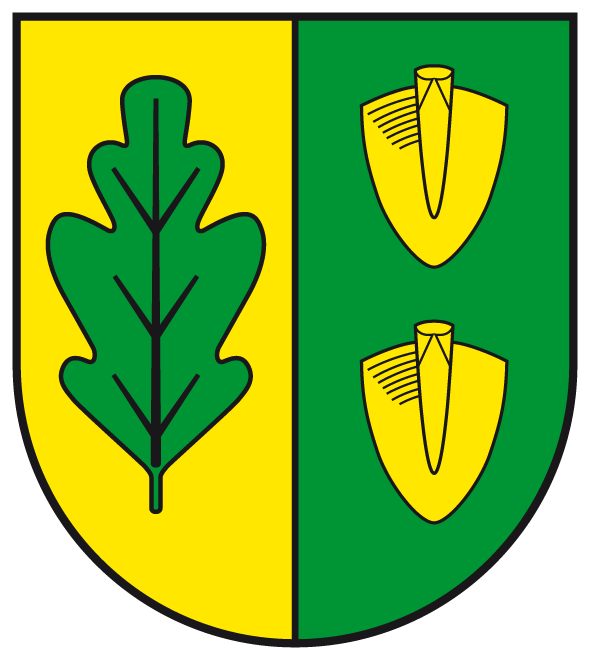
Rodersdorf

### Flagge
Die Flagge der Stadt Wegeleben zeigt längs die Farben Blau und Weiß. (Silber)

## Sehenswürdigkeiten

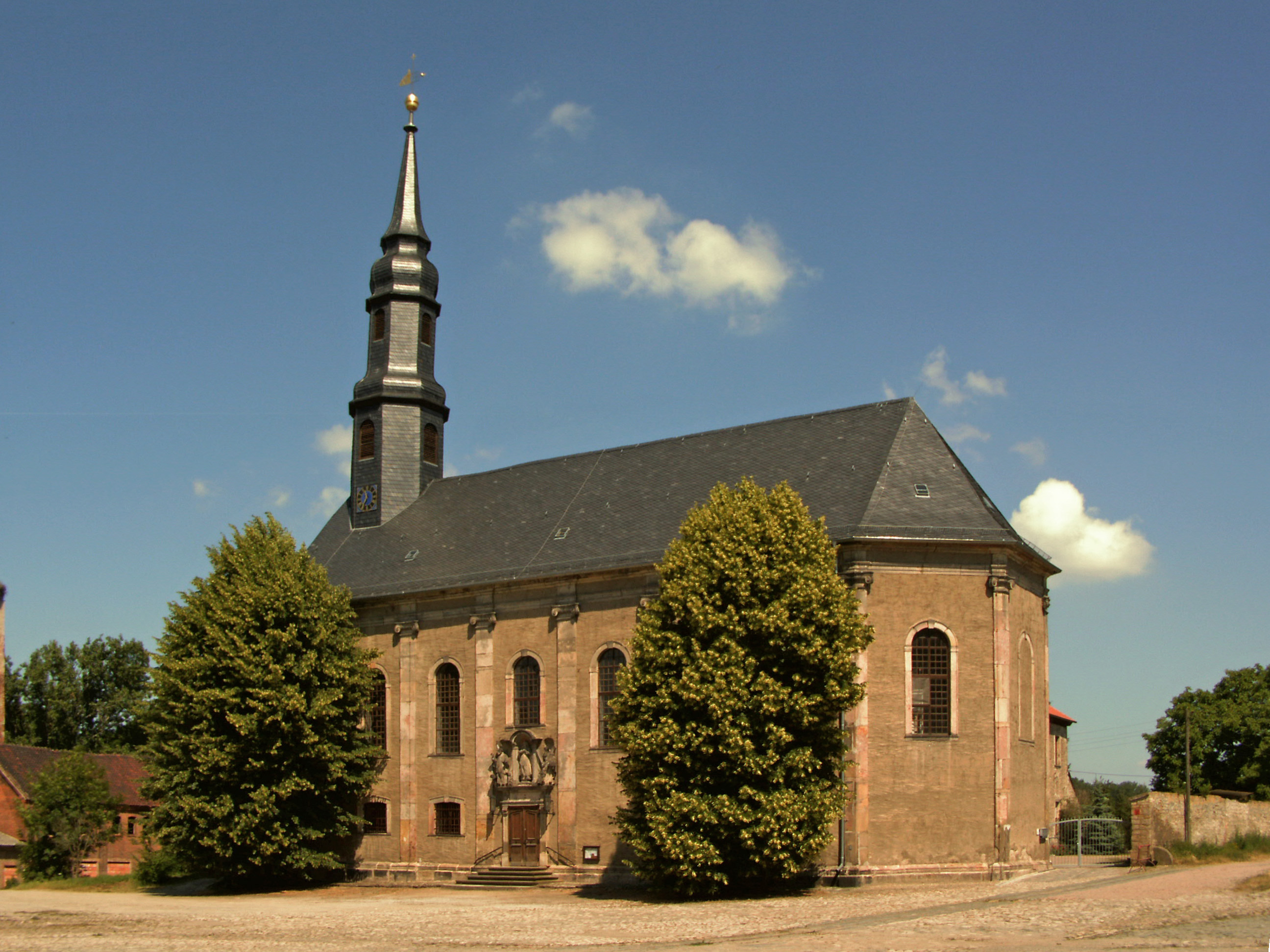
Kirche in Adersleben

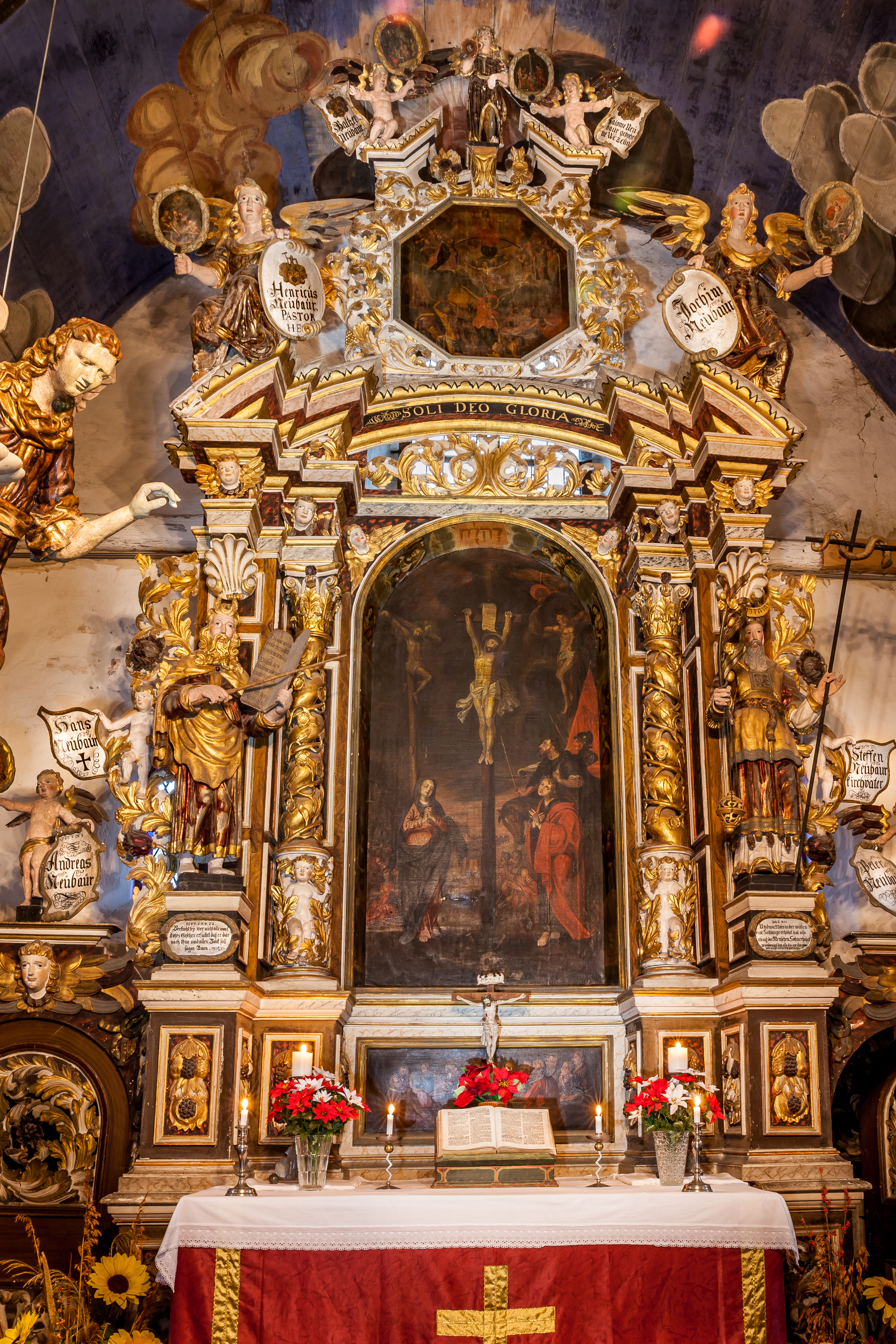
St. Valentin (14. Jh.), Deesdorf, Sachsen-Anhalt, Altar (1693)

- Der Eulenturm – ein Stadttorturm aus dem 12.(?) Jahrhundert.

Kirchen
- Die evangelische Kirche St. Peter und Paul in Wegeleben ist eine gotische Pfeilerbasilika mit geschnitztem Flügelaltar. Der Orgelprospekt von 1698 ist eine Arbeit von Arp Schnitger.
- Die evangelische Kirche St. Valentin aus dem 14. Jahrhundert in Deesdorf.
- Die evangelische Kirche St. Blasius aus dem 18. Jahrhundert mit romanischem Turm in Rodersdorf.
- Die ehemalige Klosterkirche St. Nikolaus in Adersleben, heute katholische Kirche der Halberstädter Pfarrei St. Burchard.

## Wirtschaft und Infrastruktur

### Verkehr
Der Bahnhof Wegeleben liegt an zwei Bahnstrecken, der Bahnstrecke Halle–Vienenburg sowie der Bahnstrecke Magdeburg–Thale. Die Linie RE 11 Magdeburg–Halberstadt–Thale hält hier im Stundentakt, hinzu kommen einzelne Fahrten Richtung Aschersleben.
Durch zwei Buslinien der Harzer Verkehrsbetriebe bestehen Verbindungen nach Halberstadt, Schwanebeck und Hedersleben.

### Alte Zuckerfabrik
Die Zuckerfabrik Wiersdorff, Meyer & Co wurde 1873 in Wegeleben errichtet. Das Gut Adersleben errichtete eine 600-mm-spurige Feldbahn dorthin, Reste von ihr liegen auf dem Gutshof in Richtung Bodebrücke noch heute. Die Produktionsanlagen der Fabrik wurden 1945 als Reparationsleistung an die Sowjetunion demontiert. Viele Gebäude der Alten Zuckerfabrik stehen noch heute und werden für Wohn- und Gewerbezwecke genutzt.

### Bildung
In Wegeleben gibt es eine Grundschule, die nach Wilhelm Schmidt benannt ist.
Die Stadtbibliothek von Wegeleben befindet sich auf dem Kirchhof.

## Persönlichkeiten

### Söhne und Töchter der Stadt
- Eberhard von Wegeleben († nach 1257), Ritter des Deutschen Ordens[16]
- Johann Gottlieb Immermann (1707–1777), Rektor des Domgymnasiums Magdeburg
- Ferdinand Ludwig Stolte (1809–1874), Sänger, Schauspieler, Theaterdirektor und Schriftsteller
- Wilhelm Schmidt (1858–1924), Ingenieur und Erfinder
- Albrecht Ernst von Thaer (1900–1946), Verwaltungsjurist, 1933–1945 Landrat im Kreis Oberbarnim
- Herta Rennebaum (1902–1996), Konzertpianistin und Klavierpädagogin in Halberstadt, Kulturpreis der Stadt Halberstadt 1995
- Franz Königshaus (1906–1993), als SS-Hauptsturmführer Referatsleiter im Reichssicherheitshauptamt (RSHA), mutmaßlicher Kriegsverbrecher
- John Bura (1944–2023), Weihbischof der Ukrainisch Griechisch-Katholischen Erzeparchie Philadelphia (USA)
- Gerhard Begrich (* 1946), evangelischer Theologe und Hochschullehrer
- Jürgen Pommerenke (* 1953), ehemaliger DDR-Fußballnationalspieler

### Personen mit Bezug zur Stadt
- Hella Brock (1919–2020), Musikpädagogin, Musikwissenschaftlerin und Edvard-Grieg-Forscherin, lebte hier ab 1945